# Jade Uru
Jade Uru, né le 20 octobre 1987 à Invercargill, est un rameur néo-zélandais.

Il fait partie de la tribu maorie Ngāi Tahu et est le frère de Storm Uru. 